# Marisol Nichols
Marisol Nichols (født 2. november 1973 i Chicago, Illinois) er en amerikansk skuespillerinde. Hun er af mexikansk afstamning. Hun er bedst kendt for rollen som Audrey Griswold i Fars fede Las Vegas ferie med Chevy Chase, Beverly D'Angelo, Randy Quaid, Ethan Embry og Wayne Newton. 
Nichols spillede også Bianca, Chris Halliwells snigmorder-forlovede fra fremtiden, i "Chris-Crossed", en episode af Charmed. For nylig har hun spillede med i ABC serien In Justice. Hun er medlem af Church of Scientology.

## Filmografi
- The Gates 2010 (TV series) Sarah Monohan
- Felon (2008) (TV)....Laura Porter
- "Delta Farce" (2007)... Maria
- 24 Timer (2007)
- In Justice (2006) (TV)....Sonya Quintano
- Big Momma's House 2 (2006)...Liliana Morales
- Blind Justice (2005) (TV)...Karen Bettancourt
- Homeland Security (2004/I) (TV)
- The Road Home (2003)...Stephanie
- Charmed (2003) (TV)...Bianca
- Nip/Tuck (2003)
- Laud Weiner (2001)
- The Princess and the Marine (2001) (TV)
- Resurrection Blvd (2000) (TV Series)
- The Princess and the Barrio Boy (2000) (TV)...Sirena
- Bowfinger (1999)
- The Sex Monster (1999)
- Jane Austen's Mafia! (1998)
- Can't Hardly Wait (1998)
- Scream 2 (1997)
- Fars fede Las Vegas ferie (1997)
- Friends 'Til the End (1997) (TV)
- My Guys (1996) (tv-serie)
- Riverdale (2017-nu)

## Eksterne links
- Marisol Nichols på Internet Movie Database (engelsk)
- Marisol Nichols på AlloCiné (fransk)
- Marisol Nichols på AllMovie (engelsk)
- Marisol Nichols på Rotten Tomatoes (engelsk)
- Marisol Nichols på The Movie Database (engelsk)
- Marisol Nichols officielle webside

|  | Artiklen om Marisol Nichols kan blive bedre, hvis der indsættes et (bedre) billede Du kan hjælpe ved at afsøge Wikimedia Commons for et passende billede eller uploade et godt billede til Wikimedia Commons iht. de tilladte licenser og indsætte det i artiklen. |